# 留県
留県（りゅう-けん）は中華人民共和国江蘇省にかつて存在した県。現在の徐州市沛県南東部に相当する。
秦朝により設置された。南北朝時代、北斉により廃止されたが、隋代になると596年（開皇16年）に再設置された。唐朝が成立すると間もなく廃止され、管轄区域は沛県に編入された。